# ريكيا أوهارا
ريكيا أوهارا (باليابانية: 上原 力也) (25 أغسطس 1996 في شيزوكا في اليابان – )؛ هو لاعب كرة قدم ياباني سابق كان يلعب كلاعب وسط.

## وصلات خارجية
- ريكيا أوهارا على موقع رابطة كرة القدم اليابانية للمحترفين (اليابانية)
- ريكيا أوهارا على موقع قاعدة بيانات كرة القدم.إي يو (الإنجليزية)
- ريكيا أوهارا على موقع Soccerway.com (الإنجليزية)
- ريكيا أوهارا على موقع عالم كرة القدم.نت (الإنجليزية)
- ريكيا أوهارا على موقع كووورة